# Lonchocarpus violaceus
Lonchocarpus violaceus är en ärtväxtart som först beskrevs av Nikolaus Joseph von Jacquin, och fick sitt nu gällande namn av Dc. Lonchocarpus violaceus ingår i släktet Lonchocarpus och familjen ärtväxter. Inga underarter finns listade i Catalogue of Life.